# Хэмилтон, Джордж Хёрд
Джордж Хёрд Хэмилтон (англ. George Heard Hamilton; 23 июня 1910, Питтсбург, Пенсильвания, США — 29 марта 2004, Уильямстаун, Массачусетс, США) — американский искусствовед и музейный работник, профессор, автор ряда книг по истории искусства.

## Биография
Джордж Хёрд Хэмилтон родился 23 июня 1910 года в Питтсбурге, в семье Фрэнка Артура Хэмилтона (Frank Arthur Hamilton) и его жены Джорджии Хёрд Хэмилтон (Georgia Heard Hamilton).
Значительная часть биографии Джорджа Хёрда Хэмилтона связана с Йельским университетом (Нью-Хейвен, штат Коннектикут): там в 1932 году он получил степень бакалавра искусств (B.A.) по специальности «английский язык»; там же, в 1934 году, он стал магистром искусств (M.A.) по специальности «история». В 1934—1936 годах Хэмилтон работал ассистентом в Художественной галерее Уолтерс в Балтиморе (штат Мэриленд), а в 1936 году он вернулся в Нью-Хейвен и стал сотрудником Йельского университета, в котором проработал 30 лет, до 1966 года. Сначала он был инструктором по истории искусства (1936—1943), затем ассистент-профессором (1943—1947), ассоциированным профессором (1947—1956) и, наконец, профессором истории искусств (1956—1966). В 1942 году он получил докторскую степень (Ph.D.): его диссертация была посвящена творчеству французского художника Эжена Делакруа, тема диссертации — «Делакруа и Восток. Исследования иконографии романтического опыта» (англ. Delacroix and the Orient: Studies in the Iconography of the Romantic Experience). В 1940—1966 годах Хэмилтон был куратором современного искусства Художественной галереи Йельского университета, а в 1959—1962 годах он был руководителем (англ. chairman) факультета искусств Йельского университета.
В 1966—1975 годах Хэмилтон был профессором в Уильямс-колледже (Уильямстаун, штат Массачусетс), в 1966—1977 годах — директором художественного музея Уильямс-колледжа, а в 1971—1975 годах — директором Института искусств Стерлинга и Франсин Кларк (с 1975 года — почётным директором). В 1971—1972 годах он был Слейдовским профессором Кембриджского университета, а в 1978—1979 годах — Крессовским профессором в Национальной галерее искусства в Вашингтоне.
Джордж Хёрд Хэмилтон — автор ряда статей и книг, посвящённых истории искусства, в том числе творчеству художников Эжена Делакруа, Эдуара Мане и Раймона Дюшан-Вийона. Он был единственным историком искусства, написавшим две книги для серии Pelican History of Art издательства Penguin Books — «Искусство и архитектура России» (англ. The Art and Architecture of Russia, 1954) и «Живопись и скульптура в Европе, 1880—1940» (англ. Painting and Sculpture in Europe 1880—1940, 1972).
Джордж Хёрд Хэмилтон был женат на Полли Хэмилтон (урождённой Уиггин), у них было двое детей — сын Ричард Хёрд и дочь Дженнет.

## Сочинения Джорджа Хёрда Хэмилтона
- Delacroix and the Orient: Studies in the Iconography of the Romantic Experience, Yale, 1942
- The Art and Architecture of Russia, Pelican History of Art, Penguin Books, Baltimore, 1954
- Manet and his Critics, Yale University Press, New Haven, 1954
- Raymond Duchamp Villon, Walker and Co., New York, 1967 (совместно с Уильямом Эйджи)
- 19th and 20th Century Art: Painting, Sculpture, Architecture, Harry N Abrams, New York, 1970, ISBN 978-0810903463
- Painting and Sculpture in Europe 1880—1940, Pelican History of Art, Penguin Books, Baltimore, 1972